# Chilexpo
Chilexpo, acrónimo de la Exposición Nacional de Chile, fue una exposición realizada en Santiago de Chile entre el 15 de mayo y el 4 de julio de 1972. Fue organizada por el gobierno de Salvador Allende como forma de realizar una muestra que incluyera las distintas actividades productivas del país en el marco de la tercera Conferencia de las Naciones Unidas sobre Comercio y Desarrollo (más conocida como UNCTAD III) que se llevó a cabo en la capital chilena.

## Historia

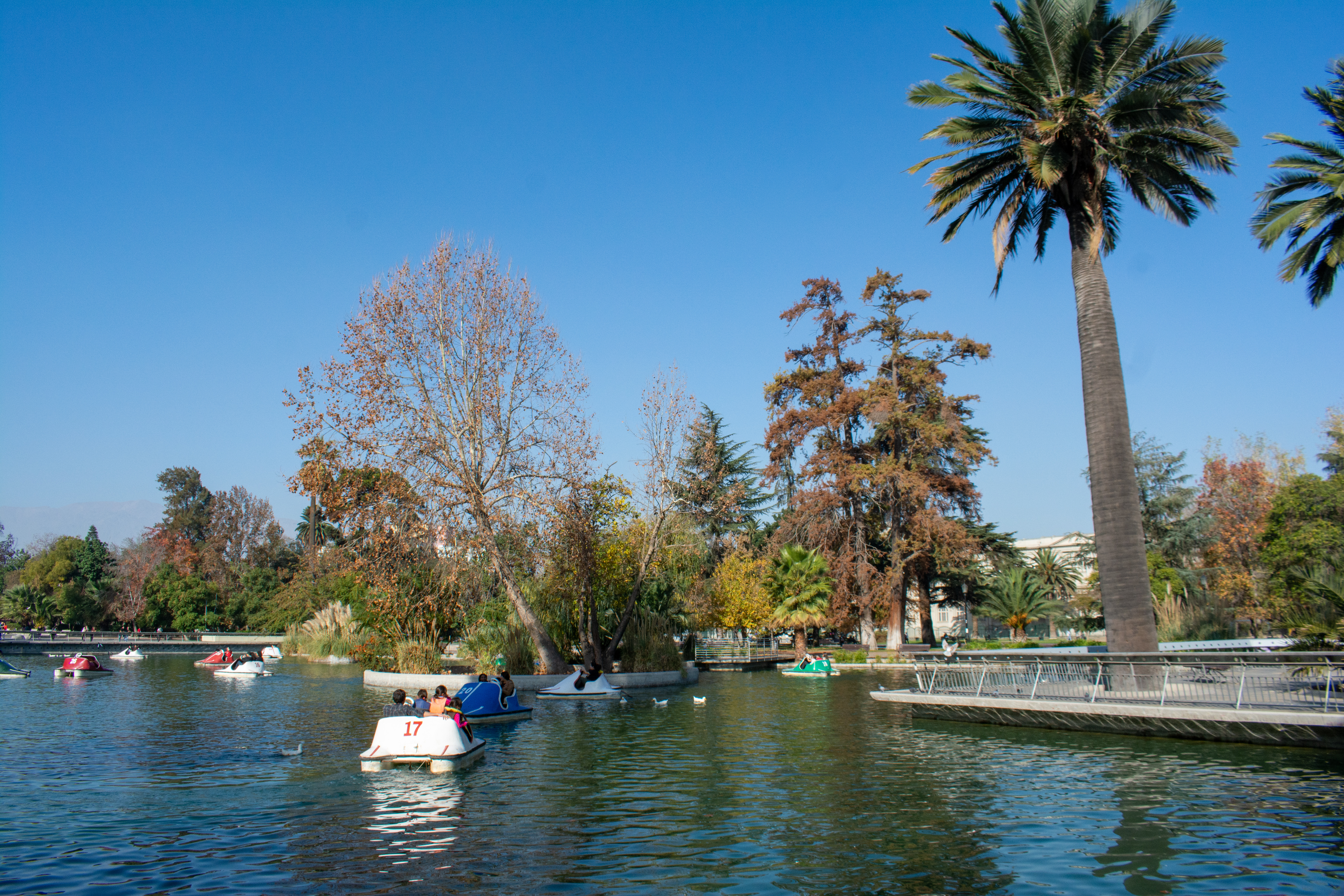
Laguna del parque Quinta Normal, sector donde se desarrolló la Chilexpo

El 25 de abril de 1972 se presentó la maqueta y los detalles de la exposición. Para albergar la Exposición Nacional de Chile se construyeron pabellones instalados en el parque Quinta Normal; el espacio comprendía 5 edificios de estructuras modulares metálicas, dispuestos en torno a la laguna del parque, con una superficie total de 15 mil m².
La exposición fue inaugurada por el ministro de Economía, Pedro Vuskovic, y el comandante en jefe del Ejército, Carlos Prats, el 15 de mayo de 1972. La organización de Chilexpo estuvo a cargo de Sergio Contreras Salazar, secretario general del comité coordinador, junto al arquitecto jefe Claudio López de la Maza.
Chilexpo se encontró abierta al público hasta el 4 de julio de 1972, y posteriormente los pabellones fueron reutilizados para albergar la Exposición Internacional de Vivienda, más conocida como Viexpo, que se desarrolló entre el 8 de septiembre y el 15 de octubre del mismo año.

## Pabellones
El ingreso principal a la exposición, luego de pagar la entrada de 10 escudos, contenía un panel luminoso gigante —aportado por Chilectra— que se encontraba junto a un globo terráqueo gigante giratorio. Posteriormente se hacía ingreso al recorrido principal mediante un mapa gigante de Chile en relieve de 50 metros de largo. Los pabellones estaban divididos de la siguiente manera:
- Pabellón A: "Vivencia de Chile". En ella se presentaban vistas de cada región de Chile, y también estaban presentes las Fuerzas Armadas (en donde fueron exhibidas las pertenencias personales que llevaba René Schneider, comandante en jefe del Ejército, al momento de su asesinato en octubre de 1970),[12] Carabineros, Bomberos, Central Única de Trabajadores, Empresa de los Ferrocarriles del Estado, Sociedad de Fomento Fabril, LAN-Chile, Sociedad Nacional de Agricultura, Servicio Nacional de Salud, Dirección de Estadísticas y Censos y la Corporación de Fomento de la Producción.[7]
- Pabellón B: "La Tierra y el hombre". Se exhibía actividades productivas de materias primas, estando presentes organizaciones como el Servicio Agrícola y Ganadero (que contenía un estanque de 5 metros de largo que contenía truchas vivas),[13] Iansa, Corporación de la Reforma Agraria y Corpesca.
- Pabellón C: "Industria y Comercio"
- Pabellón D: "Educación, Cultura, Ciencia y Tecnología"

Algunas empresas y servicios instalaron stands propios, como por ejemplo el Servicio de Correos y Telégrafos —que también tuvo su primera sucursal móvil, correspondiente en un carro de arrastre que despachaba correspondencia— y la Empresa de los Ferrocarriles del Estado, cuyo puesto fue diseñado por el ingeniero Roberto Parada y que obtuvo el primer gran premio al mejor stand.